# Mariensäule (Arnoltice)

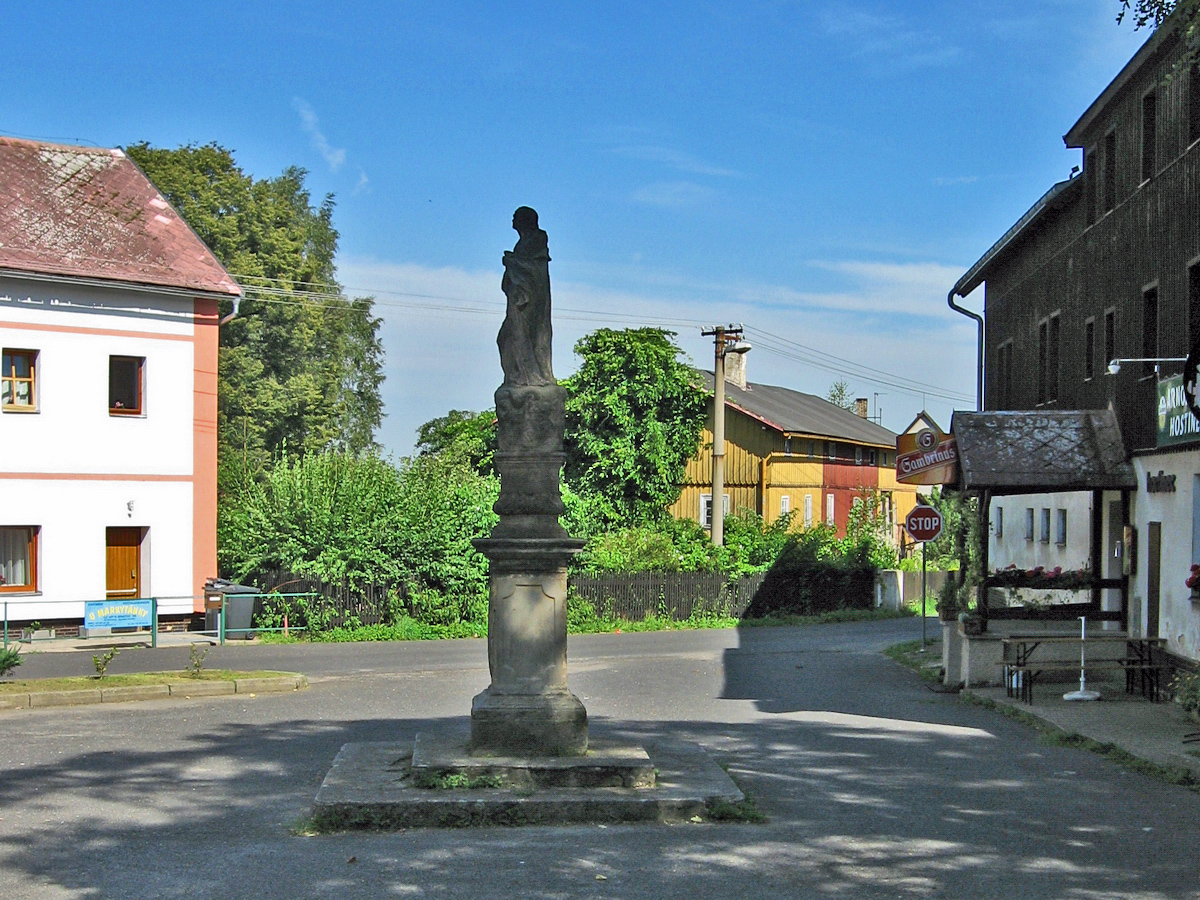
Mariensäule in Arnoltice

Die Mariensäule in Arnoltice (deutsch Arnsdorf), einer tschechischen Gemeinde im Okres Děčín in der Region Ústecký kraj, wurde im 18. Jahrhundert errichtet. Die Mariensäule ist ein geschütztes Kulturdenkmal.
Die barocke Mariensäule ist aus Sandstein gearbeitet. Auf dem Sockel steht die Statue der Gottesmutter Maria.